# Sebastián Beracochea
Sebastián Salomé Beracochea Arribio (Montevidéu, 12 de dezembro de 1917 — São Paulo, 11 de agosto de 1976) foi um treinador e futebolista uruguaio que atuou como meia-direito.

## Carreira

### Como jogador
Começou sua carreira no Peñarol, depois teve passagem no futebol argentino, onde atuava pelo Chacarita Juniors, chegou ao Vasco da Gama em 1944 e participou das primeiras campanhas vitoriosas do time conhecido como "Expresso da Vitória", o maior da história do clube e um dos maiores de todos os tempos do futebol. Beracochea, inclusive, ganhou a maior parte da premiação dada aos jogadores pelo título carioca invicto de 1945, permanecendo no clube até o ano seguinte.
Após o Cruz-maltino, acumulou curtas passagens por Fluminense , Batatais-SP e Botafogo. Em seguida, tornou-se o primeiro jogador uruguaio a atuar pelo Junior de Barranquilla da Colômbia, entre 1950 e 1951.
A escrita correta do seu nome é Beracochea (sem 's') e não Berascochea, confirmada por familiares. 

### Como treinador
Dirigiu River Plate de Montevidéu, Chacarita Juniors da Argentina, Central de Caruaru e Sporting da Covilhã de Portugal.

## Títulos

### Como jogador
Peñarol
- Campeonato Uruguaio: 1937 e 1938

Chacarita Juniors
- Primera B Nacional: 1941

Vasco da Gama
- Campeonato Carioca: 1945
- Torneio Início do Rio de Janeiro: 1944 e 1945
- Torneio Municipal de Futebol do Rio de Janeiro: 1944, 1945 e 1946
- Torneio Relâmpago: 1944 e 1946

Fluminense
- Torneio Municipal de Futebol do Rio de Janeiro: 1948

Cúcuta Deportivo
- Torneio inaugural Estadio Olímpico Atahualpa (Equador): 1951